# Corano blu

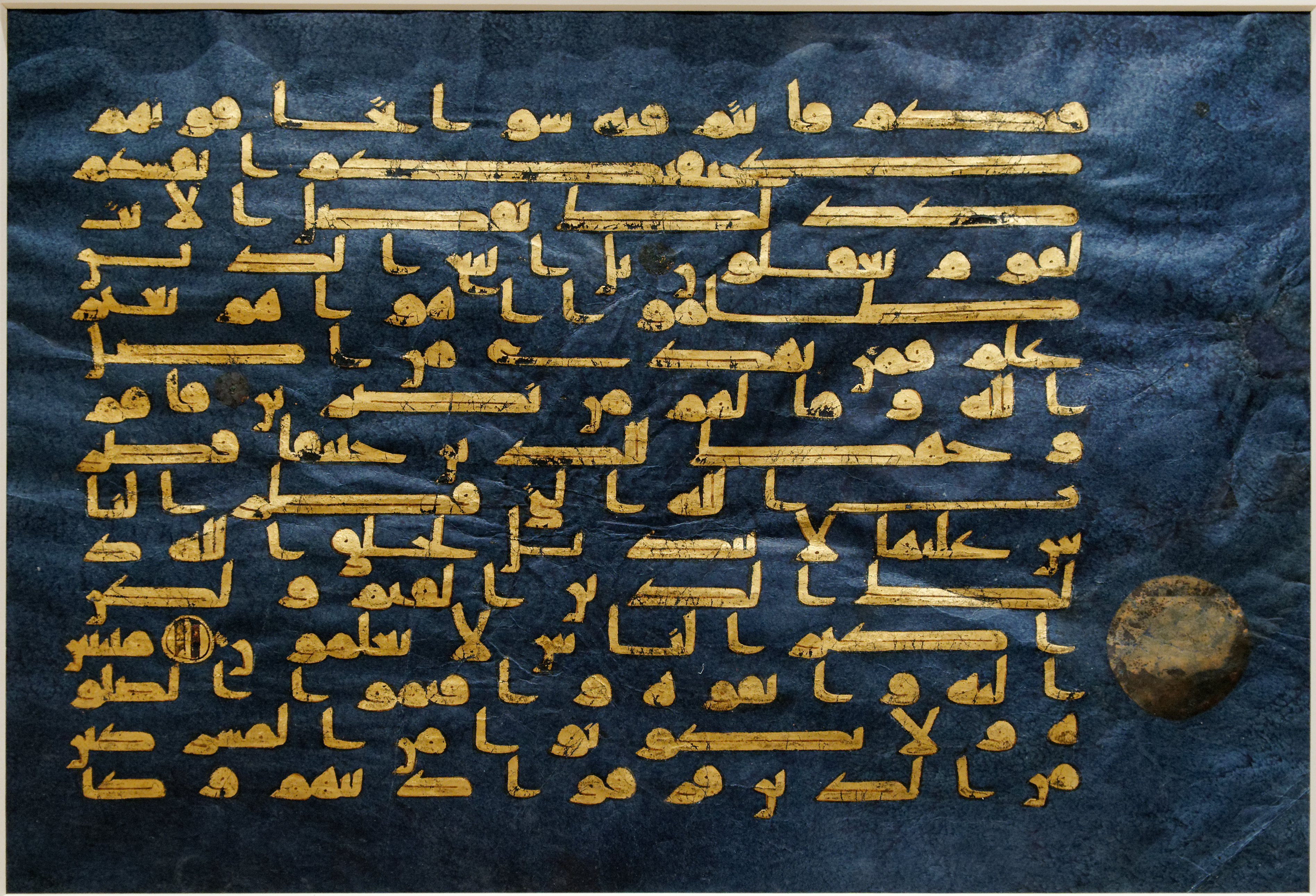
Folio dal Corano blu che mostra la Sura 30 : 28-32, Metropolitan Museum of Art, New York.

Il Corano blu (in arabo : المصحف الأزرق, romanizzato: al- Muṣḥaf al-′Azraq) è un antico manoscritto coranico scritto in caratteri cufici. La datazione, il luogo di origine e il patrono del Corano blu sono sconosciuti e sono stati oggetto di dibattito accademico, sebbene sia generalmente accettato che il manoscritto sia stato prodotto tra la fine del IX e la metà del X secolo a Kairouan, in Tunisia o a Cordoba nella Spagna degli Omayyadi. Il manoscritto è tra le opere più famose della calligrafia islamica, notevole per le sue lettere in oro su una rara pergamena color indaco. Lo storico dell'arte Yasser Tabbaa ha scritto che "l'effetto evanescente" delle lettere dorate sulla pergamena blu "sembra affermare la credenza Mu'tazili nella natura creata e misteriosa della Parola di Dio".

## Forma
Il Corano blu è stato scritto in caratteri cufici, caratterizzati da angoli acuti e dall'assenza di segni vocalici. Ogni pagina contiene 15 righe, il che non è tradizionale per il periodo. Era comune per i Corani avere margini spessi, poche righe e ampi spazi tra le parole, proprio come il Corano Amajur, che conteneva tre righe per pagina orizzontale. Le caratteristiche più comuni del Corano blu includono la colonna di lettere percettibile sul lato destro di ogni folio e la suddivisione delle lettere non collegate tra le righe del manoscritto.
Si pensa che il manoscritto contenesse 600 folio di pergamena, realizzati con pelle di pecora, che era comunemente usata in funzione della sottigliezza del prodotto finito. A causa delle dimensioni e della costruzione del manoscritto, la pergamena avrebbe richiesto almeno 150 pecore. Il caratteristico colore blu della pergamena proveniva da un colorante indaco derivato da un materiale vegetale contenente indigotina, l'indaco indiano o il guado. A causa della composizione simile di tutti i coloranti indaco, la moderna tecnologia analitica e gli storici dell'arte non sono in grado di trarre una conclusione definitiva sulla fonte del colorante blu. Tuttavia, la ricerca condotta dalla studiosa Cheryl Porter, il cui lavoro si concentra sull'uso e l'implementazione tecnica del colore nei manoscritti, ha determinato che la tintura è stata probabilmente passata sulla pergamena prima che fosse allungata e asciugata.
Le lettere dorate nel manoscritto ricevevano la loro lucentezza dorata dall'applicazione di foglia d'oro su un adesivo, come gomma, albume d'uovo, linfa di fico, colla di pesce o un sottoprodotto collante della produzione di pergamena. Il testo è stato delineato con inchiostro nero o marrone, che può essere attribuito a un inchiostro ferro-tannato che era comune al tempo e nel luogo di creazione stimati del manoscritto. Ogni Sūra è stata delimitata in gruppi di venti versi utilizzando rosette realizzate con foglia d'argento o inchiostro d'argento. I marcatori di versi erano anche dettagliati con vernice rossa, che si pensava provenisse da lacca o cartamo. Curiosamente, diverse pagine del manoscritto sono state completamente o in parte private delle lettere d'oro. Queste cancellature sembrano andare al di là della correzione degli errori degli scriba che si riscontrano regolarmente altrove.

## Storia

### Controversia sull'origine
L'origine esatta del Corano blu è sconosciuta. Gli studiosi hanno proposto che il manoscritto sia stato creato sotto il califfato abbaside, fatimide, omayyade o sotto i Kalbiti o Aghlabidi. Ciò collocherebbe il luogo di origine in Iran, Iraq, Tunisia, Spagna o Sicilia.

Mappa del califfato omayyade nel 750; Mashhad si trova nell'angolo nord-est dell'Iran moderno, vicino a Herat, in Afghanistan.

Una teoria è che il Corano blu sia stato prodotto in Persia durante il califfato abbaside. Questo è stato proposto per la prima volta da Frederik R. Martin, un diplomatico e commerciante svedese, che introdusse il Corano blu alla comunità accademica. Affermò di aver ottenuto alcune delle pagine del manoscritto a Costantinopoli e che provenissero da Mashhad, in Persia, dove erano state commissionate per la tomba del califfo abbaside Hārūn al-Rashīd del IX secolo. Ciò è confermato dal timbro doganale persiano su una delle pagine. Inoltre, la forma orizzontale del Corano blu ricorda i Corani creati nel primo periodo abbaside, che collocherebbe il manoscritto dentro o intorno all'Iraq moderno. Queste prove supportano l'idea che il Corano blu sia stato creato nel mondo islamico orientale.
D'altra parte, il Corano blu è stato incluso nell'inventario della Grande Moschea di Kairouan, che colloca il manoscritto in Tunisia intorno al 1300. Sebbene ciò non confermi che il manoscritto sia stato creato in Tunisia, gli studiosi sostengono che il trasporto del Corano blu nella sua interezza su una lunga distanza sarebbe da considearre improbabile. Ciò supporta l'idea che il Corano blu sia stato creato nel mondo islamico occidentale.
Inoltre, il Corano blu condivide molte caratteristiche, incluso il suo colore blu intenso, con la Bibbia di Cava, un manoscritto creato nell'812 nella Spagna omayyade. Le somiglianze fisiche tra i due supportano l'idea che il Corano blu abbia avuto origine in Spagna intorno al IX secolo. Una teoria propone che un mecenate omayyade abbia commissionato il Corano blu e che il manoscritto sia stato creato da cristiani, che avevano una maggiore tradizione di scrivere i loro testi sacri su pergamena colorata rispetto ai musulmani. Poiché la distanza tra Spagna e Tunisia è minore che tra Persia e Tunisia, il trasporto del Corano blu sarebbe stato più facile e quindi più probabile.
Attualmente, c'è ancora controversia tra gli studiosi su dove abbia avuto origine il Corano blu. Molti musei non sono d'accordo su come classificare il manoscritto, con alcuni, come il Denver Art Museum, che lo classificano come arte asiatica pur riconoscendo che potrebbe avere origini in Nord Africa. Questa categorizzazione conflittuale riflette il modo in cui gli studiosi non concordano, e potrebbero non essere mai d'accordo sulle vere origini del Corano blu.

### Stato attuale del manoscritto
I circa 600 fogli del manoscritto furono separati e dispersi durante l'Impero ottomano, sebbene la maggior parte rimase a Kairouan fino agli anni 1950. Si stima che circa 100 fogli rimangano in musei e collezioni private, con la più grande, di 67 fogli, conservata nel Musée de la Civilization et des Arts Islamiques vicino a Kairouan. Altre collezioni includono la Biblioteca Nazionale della Tunisia, il Museo delle Belle Arti di Boston, i Musei d'Arte dell'Università di Harvard e il Metropolitan Museum of Art di New York. Molti dei fogli staccati sono stati venduti anche dalle principali case d'asta britanniche, Christie's e Sotheby's, negli anni 2010, per un prezzo di centinaia di migliaia di dollari ciascuno. Più di recente, Christie's ha messo all'asta un folio nel 2018 per una cifra dichiarata di 512.750 sterline, oltre il doppio della stima bassa per il lotto. Due fogli sono inclusi nella Collezione Khalili di arte islamica.